# Cotton: Fantastic Night Dreams
Cotton: Fantastic Night Dreams — видеоигра в жанре горизонтального скролл-шутера, разработанная компанией Success первоначально для аркадных автоматов на системе Sega System 16 и выпущенная в 1991 году в Японии. Cotton, наряду с TwinBee, Fantasy Zone и Parodius, определила направление cute ’em up в скролл-шутерах.
В 1993 году игра была портирована на консоль PC Engine и компьютер Sharp X68000. Версия PC Engine включает новые аранжировки музыки в формате Audio CD, а также голосовые вставки в японской версии игры. Версия для X68000 не имеет новых аранжировок музыки, но в целом ближе к оригинальной версии игры. В 1999 году игра была выпущена для PlayStation, объединяя лучшее из всех предыдущих версий. В 2000 году также вышла версия игры для Neo Geo Pocket Color, упрощённая соответственно возможностям этой консоли.
25 февраля 2021 года был выпущен ремейк оригинальной игры основанный на порте для X68000 под названием Cotton Reboot!, разработанный японской компанией Rocket-Engine Co.

## Игровой процесс
Игра является классическим скролл-шутером, напоминающим серию игр Parodius, где игрок берёт на себя роль молодой ведьмы по имени Коттон, которая вместе со своей спутницей-феей Силк проходит различные возрастающие по сложности уровни в фэнтезийном мире, чтобы победить боссов и получить леденцы «willow», предположительно внутриигровой аналог уиро.
Игрок должен уничтожать различных монстров и избегать выстрелов, собирая кристальные бонусы, чтобы усилить огневую мощь Коттон и обрушить на врагов мощные магические заклинания и бомбы, способные уничтожить врагов. Игра включает в себя элемент ролевой игры, так как игрок может прокачивать свою атаку до 13-го уровня. Каждая из трёх жизней игрока, обозначаемая метлой, теряется за одно получение урона, и при потере всех жизней игра заканчивается, если только, как во многих аркадных автоматах, не внести монетку для продолжения игры.

## Разработка
Cotton: Fantastic Night Dreams впервые была продемонстрирована компанией Sega на выставке AOU Show в феврале 1991 года и выпущена на аркадных автоматах на системе Sega System 16 в марте 1991 года. Игра была спродюсирована основателем Success Такато Ёсинари. Масару Хацуяма и Тосиюки Кувабара выступили в качестве программистов. Музыку написал композитор Кэнъити Хирата. Хидэки Тамура, известный аниматор, выступил в качестве дизайнера персонажей. Тамура также отвечал за пиксельную графику в качестве со-графического дизайнера вместе с художницей Синобу Ито, до её участия в разработке неизданной игры QP для Neo Geo CD. Тамура вспоминал, что в начале разработки игра имела рабочее название Kurumi-zaka Diary: Katsugeki-Hen, но позже заставил команду сменить название на Cotton и сделать сюжет более простым. В игре также использовалась рисованная анимация, что в то время было редкостью для аркадных игр.
В японской версии игры для PC Engine Коттон озвучивает сэйю Тарако, а в версии для X68000 сэйю Такаэ Ёригути, которая позже неоднократно будет участвовать в озвучании следующих игр серии.

## Портированные версии
Cotton была впервые портирована на консоль PC Engine компанией Hudson Soft 12 февраля 1993 года в Японии и в апреле 1993 года в Северной Америке в сотрудничестве с компанией Turbo Technologies Inc. Эта версия работает на расширении Super CD-ROM2 с более низким разрешением экрана, изменённой цветовой палитрой и звуком CD-качества. 24 сентября 1993 года игра была выпущена на домашнем компьютере Sharp X68000 компанией Electronic Arts Victor только в Японии. Игра обладала многими изменениями и усовершенствованиями по сравнению с аркадной версией.
28 апреля 1999 года игра была портирована в почти аркадном виде на PlayStation в Японии под названием Cotton Original, а затем переиздана 30 марта 2000 года в рамках бюджетной серии «SuperLite 1500». 23 марта 2000 года игра была портирована на Neo Geo Pocket Color компанией Success в Японии, а затем 16 июня того же года компанией SNK в Европе. Из-за аппаратных ограничений версия для Neo Geo Pocket Color отличается менее детализированной графикой и худшим качеством звука по сравнению с предыдущими версиями. В связи с этими недостатками эта версия не пользовалась популярностью на рынке в результате чего она стала достаточно дорогим и ценным предметом коллекционирования.
30 марта 2000 года игра была выпущена в Японии для мобильных телефонов на базе Java ME и распространялась через приложение S!Appli. Эта версия основана на аркадной, но воссоздана с нуля. 14 марта 2007 года в честь выхода игры в приложении оператора Yahoo! на мобильных телефонах в лотерее были разыграны 50 тематических чайных чашек.
Версия Cotton Original была переиздана 28 июня 2007 года эксклюзивно для Японии в сервисе PlayStation Network для консолей PS3, PSP и PS Vita. Планировался выход версии для Sega Mega-CD, но он был отменён.
17 декабря 2020 года оригинальная аркадная версия игры была переиздана в составе предустановленной библиотеки из 37 игр на мини-консоли Sega Astro City Mini.
В ремейке Cotton Reboot!, вышедшем 25 февраля 2021 года, была добавлена встроенная эмуляция версии игры для X68000.
21 февраля 2023 года версию игры для X68000 перевыпустила компания D4 Enterprise на Windows в японском онлайн-магазине Project EGG.

## Оценки
| Иноязычные издания        | Иноязычные издания     |
| Издание                   | Оценка                 |
| ------------------------- | ---------------------- |
| CVG                       | 90/100 (PCE)           |
| Famitsu                   | 29/40 (PCE) 21/40 (PS) |
| GameFan                   | 79,75% (PCE)           |
| GameSpot                  | 7,1/10 (NGPC)          |
| Video Games (DE)          | 65% (PCE) · (NGPC)     |
| Consoles +                | 88% (PCE)              |
| Dengeki PC Engine         | 73,75/100 (PCE)        |
| DuoWorld                  | 7/10 (PCE)             |
| Gamers' Republic          | D− (PS)                |
| Gamest                    | 39/70 (Arcade)         |
| Gekkan PC Engine          | 75/100 (PCE)           |
| Joypad                    | 3/10 (PS)              |
| Marukatsu PC Engine       | 35/40 (PCE)            |
| Mega Fun                  | 71% (PCE)              |
| Oh!X                      | (X68000)               |
| PC Engine Fan             | 22,82/30 (PCE)         |
| PlayStation Magazine (JP) | 10/20 (PS)             |
| Pockett Videogames        | (NGPC)                 |

Аркадная версия Cotton: Fantastic Night Dreams получила положительные отзывы от семи рецензентов японского журнала Gamest во время своего представления на AOU Show в 1991 году. Game Machine в своём выпуске от 1 июня 1991 года назвала игру девятой по популярности среди аркадных автоматов за предыдущие две недели. В июльском номере издания Mycom BASIC Magazine за 1991 год игра заняла шестнадцатое место по популярности. Gamest также присудил игре несколько наград: 5-й главный приз Gamest, 4-е место в номинации «Лучший шутер», 4-е место в номинации «Лучшая постановка», 4-е место в номинации «Лучшая видеоигровая музыка» и 33-е место в хит-параде года, а персонаж Коттон заняла 2-е место в номинации «Лучший персонаж».
Версия для PC Engine была положительно воспринята критиками. Журнал Famitsu дал оценку 29 баллов из 40, а Gekkan PC Engine оценил игру в 75 баллов из 100. Издание Dengeki PC Engine дало игре 73,75 балла из 100, Marukatsu PC Engine оценил в 35 баллов из 40, а журнал PC Engine Fan по результатам голосования читателей поставил оценку 22,82 балла из 30 возможных. Тем самым, Cotton заняла 101-е место среди всех 485 игр для PC engine по состоянию на 1993 год. Французский журнал Consoles + похвалил графику, анимацию, саундтрек в стиле хард-рок, удобство игры и реиграбельность, но раскритиковал презентацию. Американский GameFan оценил игру как один из лучших шутеров для PC Engine, положительно оценив его оригинальность, быстрый экшен, аудиовизуальную подачу и сложные уровни. DuoWorld раскритиковал английский перевод катсцен за их бессвязность, а фею-компаньонку за то, что она менее полезна, чем дроны в R-Type и Blazing Lazers. Журнал также сравнил игру с Magical Chase, указывая на плохую графику, разнообразие врагов и звуковое оформление, однако, они высоко оценили презентацию и игровой процесс. Британский Computer and Video Games высоко оценил визуальные эффекты, звук и игровой процесс. В 2008 году IGN поместил Cotton и Magical Chase на 4-е место в списке десяти лучших игр для PC Engine, не выпущенных на Virtual Console, заявив, что обе игры отличаются друг от друга, но имеют общую идею.
Японский журнал Oh!X дал положительный отзыв о версии для X68000. Игра оказалась популярной среди пользователей X68000 в Японии, что в конечном итоге привело к тому, что она была номинирована на премию «Игра года» от Oh!X, но проиграла другим играм.
Cotton Original для PlayStation была встречена рецензентами неоднозначно. Издание Famitsu критически отнеслось к игре, поставив оценку 21 балл из 40 и заявив, что спустя восемь лет она стала показывать свой возраст. Американский журнал Gamers' Republic назвал версию для PlayStation «устаревшей», а также «безжизненной» и «невыносимо однообразной», порекомендовав поиграть в такие игры, как Radiant Silvergun или R-Type Delta, чтобы понять разницу в качестве между этими играми и Cotton. Однако GameFan похвалил версию для PlayStation, сказав, что её все равно стоит попробовать, несмотря на проблему с замедлением.
Версия для Neo Geo Pocket Color также была встречена неоднозначно. Французский журнал Pockett Videogames высоко оценил использование цветовой палитры, анимации и музыки в портативном устройстве, но раскритиковал некоторые аспекты, такие как звуковые эффекты. В 2023 году Time Extension признала Cotton одной из лучших игр для NGPC.